# Marvin Vettori
Marvin Vettori (ur. 20 września 1993 w Trydencie) – włoski zawodnik mieszanych sztuk walki (MMA) walczący w wadze średniej, występujący także w wadze półśredniej oraz półciężkiej. Mistrz federacji Venator FC w wadze półśredniej z 2015 roku. Aktualnie związany z federacją UFC.

## Życiorys
Najstarszy z trójki rodzeństwa, urodził się w Trydencie, we Włoszech. Sztukami walki interesował się od najmłodszych lat. Od około 13. roku życia rozpoczął treningi kick-boxingu. Trenowaniem mieszanych sztuk walki zainteresował się po obejrzeniu walk takich zawodników jak Fiodor Jemieljanienko, Mirko Filipović i Mauricio Rua.
Kiedy zaczynał trenować MMA w swoim kraju, początkowo trenował w sześciu różnych klubach, aby zdobyć wszystkie potrzebne umiejętności, ponieważ we Włoszech, w tamtym czasie, sport ten dopiero się rozwijał i trudno było znaleźć odpowiedni klub. W 2012 roku wyjechał na dwa lata do Londynu, gdzie trenował MMA, a następnie przeniósł się do Stanów Zjednoczonych, gdzie trenował w klubie Kings MMA.
Posiada linię odzieżową o nazwie „Italian Dream Apparel”.

## Kariera MMA

### Wczesna kariera
Przed dołączeniem do UFC walczył głównie w europejskich organizacjach, często w swoim kraju. Zgromadził wówczas rekord 10-2.

### UFC
W swoim debiucie dla amerykańskiej organizacji, który odbył 20 sierpnia 2016, poddał duszeniem gilotynowym Alberta Emilliana Pereirę w pierwszej rundzie.
W drugiej walce pod szyldem UFC zmierzył się z Antônio Carlosem Júniorem na UFC 207, w dniu 30 grudnia 2016 roku. Walka trwała trzy rundy i przegrał ją przez jednogłośną decyzję sędziów.
25 czerwca 2017 roku podczas UFC Fight Night: Chiesa vs. Lee zmierzył się z Vitorem Mirandą. Zwyciężył starcie przez jednogłośną decyzję sędziów.
Następnie skrzyżował rękawice z Omarim Achmedowem 30 grudnia tego samego roku na gali UFC 219. Walka zakończyła się jednogłośnym remisem. Jeden z sędziów punktował 29-28 dla Vettoriego, a inni uznali to za remis 28-28, przy czym Achmedow wygrał dwie pierwsze rundy.
W kolejnej walce, w dniu 14 kwietnia 2018 zmierzył się z przyszłym mistrzem Israelem Adesanyą na wydarzeniu UFC on Fox 29. Po ciężkiej i wyrównanej walce ostatecznie przegrał w wyniku niejednogłośnej decyzji.
23 kwietnia 2019 poinformowano, że został zawieszony na 6 miesięcy, ponieważ uzyskał pozytywny wynik testu na ostarynę, selektywny modulator receptora androgenowego. W teście Agencja Antydopingowa w Stanach Zjednoczonych ustaliła, że pozytywny wynik testu był wynikiem skażonego suplementu diety i nie znalazła dowodów na celowe stosowanie zakazanej substancji. Do walk stał się ponownie uprawniony 24 lutego 2019.
13 lipca 2019 roku na UFC Fight Night 155 zmierzył się z Cezarem Ferreirą. Wygrał walkę jednogłośną decyzją.
Po walce z Brazylijczykiem, podpisał nowy kontrakt z UFC. W następnej walce miał zmierzyć się z Andrew Sanchezem 14 września 2019 roku na UFC on ESPN+ 16, zastępując kontuzjowanego Davida Brancha. Później doniesiono, że Amerykanin został zmuszony do wycofania się z gali z powodu infekcji oka, co spowodowało anulowanie walki w tym terminie. Pojedynek ostatecznie miał miejsce miesiąc później na UFC on ESPN+ 19, gdzie zwycięzcą po jednogłośnej decyzji okazał się Vettori.
21 marca 2020 roku podczas UFC Fight Night: Woodley vs. Edwards miał zmierzyć się z Darrenem Stewartem, jednak z powodu pandemii COVID-19 wydarzenie zostało odwołane. Jego nowym rywalem został Karl Roberson, z którym pierwotnie miał się zmierzyć 25 kwietnia 2020, ale 9 kwietnia szef UFC ogłosił, że to wydarzenie zostało przełożone na przypadającą 13 maja 2020 galę UFC Fight Night: Smith vs. Teixeira. Podczas ważenia Roberson ważył powyżej limitu wagi średniej, a z walki został usunięty z powodu rabdomiolizy. Zawodnicy ponownie spotkali się w terminie 13 czerwca 2020, na wydarzeniu UFC na ESPN: Eye vs. Calvillo. Podczas kolejnego ważenia Roberson po raz kolejny ważył powyżej limitu wagi średniej i został ukarany grzywną w wysokości 30% swojej gaży. Vettori wygrał walkę przez poddanie w pierwszej rundzie i dostał bonus za występ wieczoru..
5 grudnia 2020 na UFC on ESPN 19 zmierzył się z Jackiem Hermanssonem. Pierwotny przeciwnik Hermannsona, Kevin Holland, uzyskał pozytywny wynik testu na COVID-19. Wygrał walkę jednogłośną decyzją sędziów.
Na UFC on ABC 2 miał zmierzyć się z Darrenem Tillem, ale 30 marca Till wydał oświadczenie o wycofaniu się z walki z powodu złamanego obojczyka. Till został zastąpiony przez Kevina Hollanda, który przegrał z Vettorim jednogłośną decyzją.
Rewanż pomiędzy Vettorim i Israelem Adesanyą o tytuł mistrza wagi średniej UFC odbył się 12 czerwca 2021, w Main Evencie (walce wieczoru) gali UFC 263. Vettori ponownie musiał uznać wyższość rywala, który tym razem pokonał go jednogłośnie na punkty.
W wadze półciężkiej zadebiutował 23 października 2021 roku na UFC Fight Night 196 mierząc się z Brazylijczykiem Paulo Costą. Pierwotnie pojedynek zaplanowano w wadze średniej, a później w limicie umownym, jednak przeciwnik ważył dwadzieścia pięć funtów powyżej limitu wagi średniej. Wygrał walkę jednogłośną decyzją i zdobył bonus za występ wieczoru.
11 czerwca 2022 roku na UFC 275 miał zmierzyć się z byłym mistrzem wagi średniej, Robertem Whittakerem, jednak Whittaker wycofał się z nieznanych powodów. Walka została przełożona na UFC Fight Night: Gane vs. Tuivasa w terminie 3 września 2022 roku. Przegrał walkę jednogłośną decyzją.
Na gali UFC 286, która odbyła się 18 marca 2023 w Londynie stoczył walkę z Gruzinem, Romanem Dolidze. W pojedynku otwierającym kartę główną gali zwyciężył jednogłośną decyzją sędziów.
17 czerwca 2023 roku na wydarzeniu UFC on ESPN 47 zmierzył się z Jaredem Cannonierem. Przegrał walkę jednogłośnie na punkty (2 x 49-46, 48-46). Pojedynek obu zawodników nagrodzono bonusem za walkę wieczoru.
6 kwietnia 2024 roku na UFC Fight Night 240 miał zawalczyć z Brendanem Allenem, jednak 14 marca ogłoszono, że Vettori wycofał się z powodu kontuzji i został zastąpiony przez Chrisa Curtisa.
W walce wieczoru gali w Las Vegas, która odbyła się 15 marca 2025, doszło do jego rewanżu z Romanem Dolidze. Tym razem starcie po pięciu rundach zwyciężył Gruzin, który wypuntkował Vettoriego jednogłośnie na kartach punktowych.
Podczas gali UFC 318, która odbyła się 19 lipca 2025 w Nowym Orleanie, doszło ostatecznie do jego walki z Brendanem Allenem. Po raz trzeci z rzędu przegrał jednogłośnie na punkty. Mimo porażki został nagrodzony bonusem za walkę wieczoru.

## Kariera w grapplingu
20 października 2023 roku wziął udział w pojedynku grapplingowym no gi, zastępując Belala Muhammada, przeciwko Tarekowi Suleimanowi na wydarzeniu ADXC 1. Wygrał starcie jednogłośną decyzją.

## Osiągnięcia i nagrody

### Mieszane sztuki walki
- Venator Fighting Championship
  - 2015: Mistrz Venator FC w wadze półśredniej
- Ultimate Fighting Championship
  - Bonus za walkę wieczoru (trzy razy) vs. Jack Hermansson[52], Jared Cannonier[42], Brendan Allen[49]
  - Bonus za występ wieczoru (dwa razy) vs. Karl Roberson[24], Paulo Costa[34]
- MMAjunkie.com
  - 2023: Walka miesiąca czerwiec vs. Jared Cannonier[53]

## Lista walk w MMA
| Wynik     | Bilans | Przeciwnik (bilans przed walką) | Rozstrzygnięcie                         | Runda | Czas | Rozgrywki                                   | Data       | Miejsce       | Uwagi |
| --------- | ------ | ------------------------------- | --------------------------------------- | ----- | ---- | ------------------------------------------- | ---------- | ------------- | --- |
| Przegrana | 19-9-1 | Brendan Allen (24-7)            | Decyzja (jednogłośna)                   | 3     | 5:00 | UFC 318                                     | 19.07.2025 | Nowy Orlean   | Bonus za walkę wieczoru. |
| Przegrana | 19-8-1 | Roman Dolidze (14-3)            | Decyzja (jednogłośna)                   | 5     | 5:00 | UFC Fight Night: Vettori vs. Dolidze 2      | 15.03.2025 | Las Vegas     | Main Event |
| Przegrana | 19-7-1 | Jared Cannonier (16-6)          | Decyzja (jednogłośna)                   | 5     | 5:00 | UFC Fight Night: Vettori vs. Cannonier      | 17.06.2023 | Las Vegas     | Bonus za walkę wieczoru. Main Event |
| Wygrana   | 19-6-1 | Roman Dolidze (12-1)            | Decyzja (jednogłośna)                   | 3     | 5:00 | UFC 286                                     | 18.03.2023 | Londyn        | |
| Przegrana | 18-6-1 | Robert Whittaker (23-6)         | Decyzja (jednogłośna)                   | 3     | 5:00 | UFC Fight Night: Gane vs. Tuivasa           | 03.09.2022 | Paryż         | Powrót do wagi średniej. Co-Main Event |
| Wygrana   | 18-5-1 | Paulo Costa (13-1)              | Decyzja (jednogłośna)                   | 5     | 5:00 | UFC Fight Night: Costa vs. Vettori          | 23.10.2021 | Las Vegas     | Debiut w wadze półciężkiej. Costa otrzymał minusowy punkt w rundzie drugiej za palce w oczy. Bonus za występ wieczoru. Main Event                 |
| Przegrana | 17-5-1 | Israel Adesanya (20-1)          | Decyzja (jednogłośna)                   | 5     | 5:00 | UFC 263                                     | 12.06.2021 | Glendale      | Walka o pas mistrzowski UFC w wadze średniej. Main Event                                                                                          |
| Wygrana   | 17-4-1 | Kevin Holland (21-6)            | Decyzja (jednogłośna)                   | 5     | 5:00 | UFC on ABC 2: Vettori vs. Holland           | 10.04.2021 | Las Vegas     | Main Event |
| Wygrana   | 16-4-1 | Jack Hermansson (21-5)          | Decyzja (jednogłośna)                   | 5     | 5:00 | UFC on ESPN: Hermansson vs. Vettori         | 05.12.2020 | Las Vegas     | Bonus za walkę wieczoru. Main Event |
| Wygrana   | 15-4-1 | Karl Roberson (9-2)             | Poddanie (duszenie zza pleców)          | 1     | 4:17 | UFC on ESPN: Eye vs. Calvillo               | 13.06.2020 | Las Vegas     | Limit umowny -86,4 kg. Bonus za występ wieczoru.                                                                                                  |
| Wygrana   | 14-4-1 | Andrew Sanchez (11-4)           | Decyzja (jednogłośna)                   | 3     | 5:00 | UFC Fight Night: Jędrzejczyk vs. Waterson   | 12.11.2019 | Tampa         | |
| Wygrana   | 13-4-1 | Cezar Ferreira (13-7)           | Decyzja (jednogłośna)                   | 3     | 5:00 | UFC Fight Night: de Randamie vs. Ladd       | 13.07.2019 | Sacramento    | |
| Przegrana | 12-4-1 | Israel Adesanya (12-0)          | Decyzja (niejednogłośna)                | 3     | 5:00 | UFC on Fox: Poirier vs. Gaethje             | 14.04.2018 | Glendale      | |
| Remis     | 12-3-1 | Omari Achmedow (17-4)           | Remis (większościowy)                   | 3     | 5:00 | UFC 219                                     | 30.12.2017 | Las Vegas     | |
| Wygrana   | 12-3   | Vitor Miranda (12-5)            | Decyzja (jednogłośna)                   | 3     | 5:00 | UFC Fight Night: Chiesa vs. Lee             | 25.06.2017 | Oklahoma City | |
| Przegrana | 11-3   | Antonio Carlos (6-2)            | Decyzja (jednogłośna)                   | 3     | 5:00 | UFC 207                                     | 30.12.2016 | Las Vegas     | |
| Wygrana   | 11-2   | Alberto Emiliano Pereira (10-1) | Poddanie (duszenie gilotynowe)          | 1     | 4:30 | UFC 202                                     | 20.08.2016 | Las Vegas     | Debiut w UFC. |
| Wygrana   | 10-2   | Igor Araujo (25-8)              | Poddanie (duszenie gilotynowe)          | 1     | 1:13 | Venator FC 3: Palhares vs. Meek             | 21.05.2016 | Mediolan      | Walka w wadze średniej. |
| Wygrana   | 9-2    | Jack Mason (29-14-1)            | KO (kolana i ciosy)                     | 1     | 1:46 | Venator FC 2: Schiavolin vs. Barnatt        | 12.12.2015 | Rimini        | Vettori przekroczył limit wagowy i został pozbawiony pasa mistrzowskiego Venator FC. Tylko Mason był uprawniony do zdobycia tytułu. Co-Main Event |
| Wygrana   | 8-2    | Daniele Scatizzi (6-0)          | Decyzja (jednogłośna)                   | 3     | 5:00 | Venator FC: Guerrieri Italiani Finals       | 30.05.2015 | Bolonia       | Zdobył pas mistrzowski Venator FC w wadze półśredniej.                                                                                            |
| Wygrana   | 7-2    | Giorgio Pietrini (11-3)         | Poddanie (duszenie gilotynowe)          | 1     | 2:18 | Venator FC: Guerrieri Italiani Semifinals   | 29.03.2015 | Bolonia       | |
| Wygrana   | 6-2    | Anderson da Silva Santos (3-8)  | TKO (ciosy i łokcie)                    | 1     | 1:07 | Venator FC: Guerrieri Italiani Quaterfinals | 25.01.2015 | Bolonia       | |
| Przegrana | 5-2    | Bill Beaumont (3-0)             | Decyzja (jednogłośna)                   | 3     | 5:00 | Ultimate Challenge MMA 40                   | 06.09.2014 | Londyn        | Pojedynek o pas mistrzowski UCMMA w wadze półśredniej.                                                                                            |
| Wygrana   | 5-1    | Giorgio Pietrini (9-2)          | Poddanie                                | 1     | 1:34 | Impera FC 3: Caruso vs. Spallitta           | 13.06.2014 | Rzym          | |
| Wygrana   | 4-1    | Radovan Uskrt (0-0)             | Poddanie (duszenie trójkątne ramionami) | 1     | 1:49 | Only Men Stuff – European MMA League 1      | 08.02.2014 | Zagrzeb       | |
| Wygrana   | 3-1    | Luca Ronchetti (4-7)            | Poddanie (duszenie zza pleców)          | 1     | 4:07 | Impera FC 2: Minonzio vs. Milani            | 14.12.2013 | Rzym          | |
| Wygrana   | 2-1    | Matt Robinson (3-3)             | Poddanie (duszenie zza pleców)          | 1     | 3:30 | Ultimate Challenge MMA 37                   | 30.11.2013 | Londyn        | |
| Wygrana   | 1-1    | Tom Richards (0-0)              | Poddanie (duszenie zza pleców)          | 1     | 1:31 | Ultimate Challenge MMA 35                   | 03.08.2013 | Londyn        | |
| Przegrana | 0-1    | Alessandro Grandis (0-0)        | Decyzja (jednogłośna)                   | 2     | 5:00 | NGT 6: Para Bellum                          | 21.07.2012 | Seveso        | |